# Alfons Kontarsky

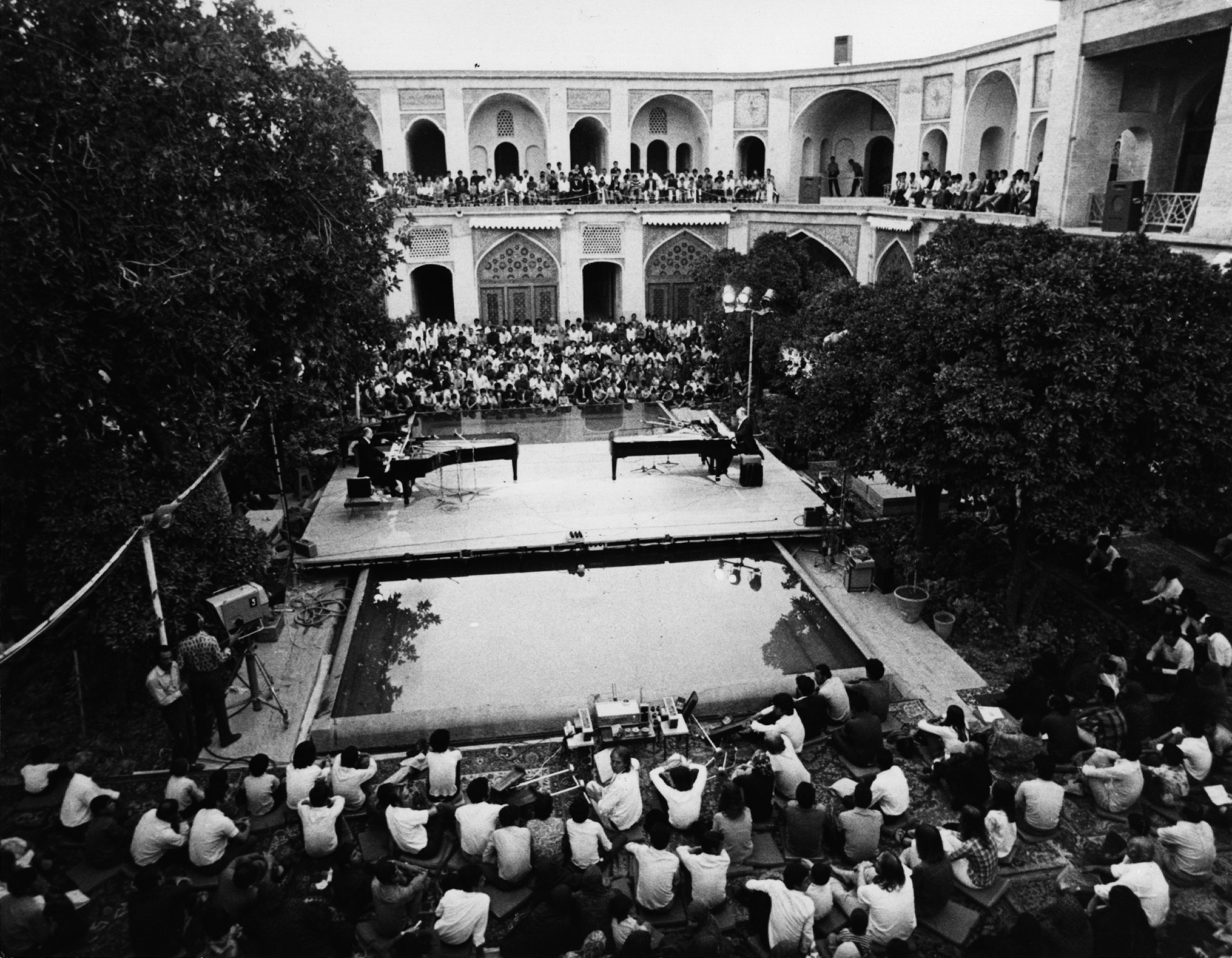
Aloys und Alfons Kontarsky in Schiras (1972)

Alfons Kontarsky (* 9. Oktober 1932 in Iserlohn; † 5. Mai 2010 vermutlich in Großgmain, Land Salzburg) war ein deutscher Pianist.

## Leben
Schon als Kind spielte Kontarsky Klavier und Orgel. Ab 1953 studierte er vier Semester an der Hochschule für Musik und Tanz Köln bei Else Schmitz-Gohr (Klavier) und Maurits Frank (Kammermusik). Mit seinem älteren Bruder Aloys gewann er 1955 in München den 1. Preis beim Internationalen Musikwettbewerb der ARD. Im Jahr 1967 wurde Alfons Kontarsky als Professor für Klavier an die Hochschule für Musik Köln berufen, 1979 wechselte er nach München. Von 1983 bis zur Emeritierung 2001 war er am Mozarteum in Salzburg als Hochschullehrer tätig.
Von 1970 bis 1975 bildete Alfons Kontarsky mit dem Violinisten Saschko Gawriloff und dem Cellisten Klaus Storck ein Trio. Schon seit 1951 hatte er engen Kontakt zur Neuen Musik. So interpretierte er Werke von Bernd Alois Zimmermann oder Karlheinz Stockhausen. Viele Werke sind für ihn geschrieben, ihm gewidmet und von ihm uraufgeführt worden. Er war Mitglied der Bayerischen Akademie der Schönen Künste und des Deutschen Musikrats.

## Ehrungen
- Verdienstorden der Bundesrepublik Deutschland, Verdienstkreuz am Bande (1984)
- Österreichisches Ehrenkreuz für Wissenschaft und Kunst I. Klasse

## Schriften
- Schöpferischer Interpret und Lehrer. Zum 10. Todestag von Eduard Erdmann am 21. Juni. In: Neue Zeitschrift für Musik. Nr. 6, 1968, ISSN 0170-8791, S. 264.